# シェルコジジャン・ミルザカリモフ
シェルコジジャン・ミルザカリモフ（1952年3月12日 - ）は、キルギス共和国の政治家、内務官僚。元内務相代行（在職: 2005年）。民警少将。

## 経歴
オシ市出身。1970年10月～1974年8月、ソ連内務省カラガンダ高等学校を卒業。
- 1974年8月～1974年11月 - オシ州内務局刑事捜索課未成年者防犯グループの監察官
- 1974年11月～1978年8月 - オシ州内務局刑事捜索課の先任監察官
- 1978年8月～1981年1月 - ソ連内務省アカデミーの聴講生
- 1981年1月～1983年 - オシ州カラ・スイスキー地区内務課副課長
- 1983年11月～1989年12月 - コク・ヤンガク市執行委員会内務課長
- 1991年1月～1997年11月 - ジャラル・アバド州人民代議員会議内務局副局長
- 1997年11月～2001年3月 - ジャラル・アバド州バザール・コンゴンスキー地区内務課長
- 2001年3月～2002年6月 - ジャラル・アバド州内務局副局長
- 2005年5月～2007年3月 - 内務第一次官
- 2005年5月13日～17日 - 内務相代行

2007年3月16日、麻薬監督局副長官兼南部局長。

## パーソナル
二等「クジュルモン・クィズマート・オトゴンドゥグ・ウチュン」メダルを受章。